# HUMAN (이승환의 음반)
《Human》은 대한민국의 싱어송라이터 이승환의 4번째 정규 앨범이다. 이 앨범에서는 〈천일동안〉으로 큰 인기를 누렸다. 미국으로 건너가 녹음을 진행했으며 세계적인 프로듀서 데이비드 캠벨과 함께 작업했다.

## 곡 목록
| #   | 제목                        | 작사           | 작곡           | 편곡           | 재생 시간 |
| --- | --------------------------- | -------------- | -------------- | -------------- | --------- |
| 1.  | 천일동안                    | 이승환         | 김동률         | David Campbell | 5:52      |
| 2.  | 악녀탄생                    | 정석원         | 정석원         | 정석원         | 3:19      |
| 3.  | 체념을 위한 미련            | 이승환         | 이승환         | 정석원         | 4:03      |
| 4.  | 다만                        | 김동률         | 김동률         | 김현철         | 3:50      |
| 5.  | 흑백영화처럼                | 정형진         | 김광진         | David Campbell | 5:12      |
| 6.  | 참을 수 없는 존재의 시시함  | 정형진         | 서재형         | David Campbell | 4:08      |
| 7.  | 내가 바라는 나              | 이승환         | 이승환         | 이승환         | 4:15      |
| 8.  | 이별에 대처하는 우리의 자세 | 이승환         | 이승환         | 이승환         | 2:48      |
| 9.  | 부기우기                    | 유희열, 최진우 | 유희열, 최진우 | 유희열, 최진우 | 4:31      |
| 10. | 변해가는 그대               | 유희열         | 유희열         | 유희열         | 5:00      |
| 11. | 멋있게 사는 거야            | 이승환         | 이승환         | 이승환         | 4:32      |
| 12. | 너의 나라                   | 이승환         | 이승환         | 이승환, 남정호 | 9:04      |
| 13. | 지금쯤 너에게               | 이승환         | 이승환         | 이승환         | 4:29      |

## 스태프
- Produced by David Campbell, 정석원, 이승환
- Executive Producer 이승환
- Mastered by Bernie Grundman
- Recorded & Mixed by Gabe Veltri, 노양수, 이훈석, 정석원
- Recorded at Plant LA, 서울 스튜디오, Lead Sound, 대영 스튜디오
- Assistant Engineers Brandon, Ross Hogarth, Kyle Bess, 엄현우, 김태하
- Music Preparation Bill Francis, Kendall Schmidt, Dwight Mikkelsen
- Production Coordinator in LA C&T Entertainment (Cathy Yi, Taesung Chun, Mike Cho)
- Assistant to David Campbell Justin Meldal-Johnsen
- Managed by 금병근, 이중엽
- Coordinated by 김주연
- Photographer 안성진
- Designed & Digital Illustration by 유주연
- Artwork & Printed by 명진애드

## 같이 보기
- 이승환 디스코그래피
- 이승환 콘서트